# 釧路埼灯台
釧路埼灯台（くしろさきとうだい）は、北海道釧路総合振興局釧路市知人鼻（しれとはな）に建つビルディング形式の灯台。

## 特徴
従来の塔型式と異なり庁舎ビル最上部に灯火や通信設備を設置するビルディング形式となっている。釧路港船舶通航信号所と一体化した結果、航空母艦のアイランドを彷彿させる珍しい外観となった経緯がある。

## 歴史
- 1891年（明治24年）9月：初点灯
- 2001年（平成13年）：改築

## 付属施設
- 釧路港船舶通航信号所 - 2008年（平成20年）廃止

## アクセス
国道38号終点の幣舞橋ロータリー経由で北海道道25号釧路港線終点の米町公園から徒歩15分の位置にある。